# Richard Sandrak
Richard Sandrak (* 15. April 1992 in der Ukraine; auch Little Hercules) ist ein ehemaliger US-amerikanischer Bodybuilder, Kampfkünstler und Schauspieler. Er wurde durch seinen Auftritt in dem Dokumentarfilm Der stärkste Junge der Welt, der auf diversen Fernsehkanälen in der ganzen Welt lief, bekannt. Er betrieb schon in seinen jungen Jahren mit vermeintlicher Hingabe Bodybuilding auf dem Niveau von Erwachsenen. Gefördert wurde er hierbei stark von seinen beiden Eltern (sein Vater ist selbst Bodybuilder, seine Mutter trainiert Aerobic auf Wettkampfniveau). 2009 spielte Sandrak neben Hulk Hogan in dem Film Little Hercules in 3D.

## Biografie
Sandrak kam im Alter von zwei Jahren mit seinem Vater Pavel und seiner Mutter Lena aus der Ukraine nach Pennsylvania (USA). Bereits im frühen Kindesalter machten die Eltern mit ihm leichte Kraftübungen, die bald zu richtigem Bodybuilding ausarteten. Mit sechs Jahren konnte er bis zu 81 kg stemmen; mit acht Jahren sogar 95 kg. Sandrak reiste in den nächsten Jahren durchs Land, nahm an Wettkämpfen teil, warb für Ernährungsprodukte und hatte Fotoshootings für diverse Magazine. Zudem trat er bei mehreren Fernseh- und Radiosendungen auf.
Sandraks Kindheit wurde sehr stark vom Training bestimmt. Dadurch wurde er von der restlichen Welt geradezu isoliert; Freunde hatte er kaum. Er wurde von seinem Vater auf eine strenge Diät gesetzt; Junkfood oder Süßigkeiten wurden ihm strikt verboten. Es wird heute vermutet, dass sein Vater ihm auch Steroide verabreichte. 
In einem Interview behauptete der 15-jährige Richard jedoch, dass er freiwillig und mit Begeisterung seinen Körper trainiere. Da seine Eltern so viel trainierten, wollte er einfach mitmachen.

„‘I’ve never been forced to train or do anything against my will,’ … ‘My parents used to train all the time and I wanted to join in. It was mostly my choice. It’s just what I grew up doing. I was never forced. It was never an issue.’“

„‚Ich wurde nie gezwungen, zu trainieren oder etwas gegen meinen Willen zu tun‘, ... ‚Meine Eltern haben immer trainiert, und ich wollte mitmachen. Es war meistens meine Entscheidung. Damit bin ich einfach aufgewachsen. Ich wurde nie gezwungen. Es war nie ein Thema.‘“

Im Februar 2025, nunmehr 32 Jahre alt, widerspricht er in Teilen seinen früheren Angaben. Sein Vater habe ihn geschlagen und zum Training hart diszipliniert. Nur seine zunehmenden Auftritte in diversen Talkshows verschafften ihm Pausen von diesem väterlichen Übergriff. Sein Vater wurde bald wegen häuslicher Gewalt gegenüber seiner Mutter zu einer Gefängnisstrafe verurteilt und in die Ukraine abgeschoben. Richard brach mit seinem Vater wie auch mit dem Training, woraufhin er einen nennenswerten Teil seiner Muskeln verlor und sein Körperfettanteil deutlich anstieg. Gleichwohl akzeptiert er heute seine Kindheit stolz als Teil seines Lebens. Sandrak betreibt allerdings bis heute viel Sport. Zeitweise strebte Sandrak eine Karriere als Schauspieler an. Als weiteren Berufswunsch nannte er Wissenschaftler bei der NASA zu werden zu wollen.
Heute arbeitet Sandrak als Stuntman in den Universal Studios Hollywood.